# (4070) Rozov
(4070) Rozov es un asteroide perteneciente al cinturón de asteroides, descubierto el 8 de septiembre de 1980 por la astrónoma ucraniana Liudmila Zhuravliova desde el Observatorio Astrofísico de Crimea (República de Crimea).

## Designación y nombre
Designado provisionalmente como 1980 RS2. Fue nombrado Rozov en honor al dramaturgo soviético ruso Viktor Sergeïvitch Rozov.